# Любимовка (Каховский район)
Любимовка (укр. Любимівка) — посёлок в Каховском районе Херсонской области Украины. Центр Любимовской поселковой общины. До 2006 года — село Любимовка.

## История
На 1 января 2013 года численность населения составляла 5615 человек.
В посёлке родился Герой Советского Союза Иван Зюзь.

## Местный совет
74822, Херсонская обл., Каховский городской совет, пгт Любимовка, Центральная ул., 38.